# Климатическая норма
Климатическая норма или климатологическая норма — применяемая в климатологии средняя величина метеорологических элементов, в том числе температуры воздуха, осадков, атмосферного давления, скорости ветра, влажности воздуха и прочих измеряемых параметров атмосферы, вычисленная для однородного и сравнительно длительного периода времени, охватывающего по крайней мере три последовательных десятилетних периода, для определённой точки местности, условия метеонаблюдений в которой в период осреднения существенно не менялись.

## Виды климатических норм
В зависимости от периода осреднения различают климатические стандартную и опорную нормы. Опорная климатическая норма охватывает период метеонаблюдений с 1961 по 1990 год (базовый период, с которым сравнивают текущие климатические изменения), и утверждена Всемирной метеорологической организацией (ВМО) и используется в качестве контрольной точки для оценки изменения климата. Климатологические стандартные нормы в настоящее время рассчитаны за следующие последовательные 30-летние периоды: с 1 января 1981 г. по 31 декабря 2010 г., с 1 января 1991 г. по 31 декабря 2020 г. Решением Всемирной метеорологической организации (ВМО) климатические нормы периода 1991—2020 внедряются в практики национальных гидрометеорологических служб. Актуализированные климатические нормы при сравнении с прошлыми базовыми периодами отражают наблюдающееся потепление климата

## Примеры применения
На примере главной метеостанции Москвы — ВДНХ — за осредняемые стандартный (1991—2020) и опорный (базовый) период (1961—1990) наглядно отражается изменение климата, в частности, рост среднегодовой температуры.
| Показатель                                                                            | Янв. | Фев. | Март | Апр. | Май  | Июнь | Июль | Авг. | Сен. | Окт. | Нояб. | Дек. | Год  |
| ------------------------------------------------------------------------------------- | ---- | ---- | ---- | ---- | ---- | ---- | ---- | ---- | ---- | ---- | ----- | ---- | ---- |
| Средний суточный максимум, °C                                                         | −3,9 | −3   | 3,0  | 11,7 | 19,0 | 22,4 | 24,7 | 22,7 | 16,4 | 8,9  | 1,6   | −2,3 | 10,1 |
| Средняя температура, °C                                                               | −6,2 | −5,9 | −0,7 | 6,9  | 13,6 | 17,3 | 19,7 | 17,6 | 11,9 | 5,8  | −0,5  | −4,4 | 6,3  |
| Средний суточный минимум, °C                                                          | −8,7 | −8,8 | −4,2 | 2,3  | 8,1  | 12,2 | 14,8 | 13,0 | 8,0  | 3,0  | −2,4  | −6,5 | 2,6  |
| Норма осадков, мм                                                                     | 53   | 44   | 39   | 37   | 61   | 78   | 84   | 78   | 66   | 70   | 52    | 51   | 713  |
| Источник: Осреднение 1991 - 2020 (ВДНХ)Файловый архив. Москва 1820 - 2010Термограф.ру |      |      |      |      |      |      |      |      |      |      |       |      |      |

| Показатель                                 | Янв.  | Фев.  | Март | Апр. | Май  | Июнь | Июль | Авг. | Сен. | Окт. | Нояб. | Дек. | Год |
| ------------------------------------------ | ----- | ----- | ---- | ---- | ---- | ---- | ---- | ---- | ---- | ---- | ----- | ---- | --- |
| Средний суточный максимум, °C              | −6,3  | −4,2  | 1,5  | 10,4 | 18,4 | 21,7 | 23,1 | 21,5 | 15,4 | 8,2  | 1,1   | −3,5 | 8,9 |
| Средняя температура, °C                    | −9,3  | −7,7  | −2,2 | 5,8  | 13,1 | 16,6 | 18,2 | 16,4 | 11,0 | 5,1  | −1,2  | −6,1 | 5,0 |
| Средний суточный минимум, °C               | −12,3 | −11,1 | −5,6 | 1,7  | 7,6  | 11,5 | 13,5 | 12,0 | 7,1  | 2,1  | −3,3  | −8,6 | 1,2 |
| Норма осадков, мм                          | 42    | 36    | 34   | 42   | 52   | 76   | 93   | 74   | 64   | 59   | 58    | 55   | 685 |
| Источник: Гидрометцентр РоссииТермограф.ру |       |       |      |      |      |      |      |      |      |      |       |      |     |